# Joseph Blais
Pour les articles homonymes, voir Blais.
Joseph Blais, né le 3 février 1823 à Exilles (Italie) et mort le 7 octobre 1889 à Suse, est un fonctionnaire italien.
Il servit d'abord dans le royaume de Sardaigne puis dans le royaume d'Italie. 

## Biographie
Il exerça ses fonctions en qualité de conservateur des hypothèques au Piémont et de insinuateur en Savoie. En 1860, à la suite de l'annexion de la Savoie comme stipulé par l'entrevue de Plombières, il fut assigné à Chambéry et chargé de la remise du cadastre aux mains de l'administration française.

## Vie privée
Baptisé Joseph François le même jour de sa naissance, il épousa Adèle Grasset en 1853 et eu comme témoin le député Antoine Louaraz.
Il est l'arrière-grand-père du général Giorgio Blais.

## Distinctions
- Chevalier de l'ordre de la Couronne d'Italie 19 janvier 1879.